# Ellero
L'Ellero est un cours d'eau d'une longueur de 34,6 km qui coule dans la région du Piémont au nord-ouest de l'Italie. Il est un affluent en rive gauche du Tanaro.

## Parcours
La source de la rivière se trouve à Pian Marchisio, un grand bassin lacustre au pied de la Cima delle Saline, dans les Alpes ligures, à proximité du col de Tende. De là, le ruisseau descend dans une vallée assez raide entre les parois calcaires, puis par des pentes abruptes couvertes de forêts à feuilles caduques.
Au-delà du hameau de Rastello, la vallée s'élargit pour rejoindre Roccaforte Mondovì. De là, la rivière atteint la plaine, et traverse Villanova Mondovì puis Mondovi en direction du nord-est. De là, après quelques méandres, elle continue vers Bastia Mondovì, près de laquelle elle se jette dans le Tanaro.

## La vallée
L'Ellero possède une vallée peu fréquentée par le tourisme. Cela provient au fait que la seule vraie ville dans la vallée est Roccaforte Mondovì, placée à l'entrée, tandis que le reste de la vallée n'a que quelques fraziones dont Prea. Néanmoins, la vallée offre plusieurs attractions d'intérêt.
Randonneurs et alpinistes trouvent des conditions favorables à la pratique de leurs activités. La vallée est fermée par le massif de la pointe Marguareis, et en particulier la Cima delle Saline, ainsi que le monte Mongioie. Ces sommets sont facilement accessibles à partir de Pian Marchisio, avec le refuge Havis De Giorgio - Mondovì (it). De la haute vallée passer plusieurs itinéraires de longue distance: la Grande Traversata delle Alpi, la Via Alpina (chemin rouge), et le tour de la Marguareis.
De là, passaient les chemins qui unissaient le Piémont à la Ligurie, notamment pour le commerce du sel (d'où les noms de lieux « Saline »). Il se peut même qu'une voie romaine reliant Albenga à Acqui Terme soit passé dans la vallée; certaines sections des chemins muletiers de la haute vallée pourrait en effet remonter à l'époque romaine.
La portion des gorges juste en amont de la frazione de Rastello est praticable en rafting.
Pour les amateurs d'escalade, la vallée offre de nombreuses possibilités de pratiquer sur des blocs.
En hiver, la vallée offre des installations pour le ski alpin: la frazione de Rastello dispose d'un télésiège en deux sections qui permet d'accéder à environ 100 kilomètres de pistes du domaine Mondolè Ski (Artesina, Prato Nevoso, Frabosa Soprana), tandis que depuis Lurisia Terme, on accède aux installations du Monte Pigna (1 768 m) avec environ 40 kilomètres de pistes; Les amateurs de ski nordique peuvent trouver des pistes pour le ski de fond.
Dans la basse vallée, le village de Villanova Mondovi offre plusieurs points d'intérêt, dont le sanctuaire de Sainte-Lucie et l'église Sainte-Catherine et la grotte des Dossi. Dans la commune de Roccaforte Mondovi se trouvent les thermes de Lurisia.
La vallée fait partie des vallées occitanes d'Italie. Des événements liés à cette culture se déroulent dans le village occitan de Prea di Roccaforte.

## Source de la traduction
- (it) Cet article est partiellement ou en totalité issu de l’article de Wikipédia en italien intitulé « Ellero » (voir la liste des auteurs).